# Liste der Senatoren der Vereinigten Staaten aus Missouri
Die Liste der Senatoren der Vereinigten Staaten aus Missouri führt alle Personen auf, die jemals für diesen Bundesstaat dem US-Senat angehört haben, nach den Senatsklassen sortiert. Dabei zeigt eine Klasse, wann dieser Senator wiedergewählt wird. Die Wahlen der Senatoren der class 1 fanden 2024 statt. Die Senatoren der class 3 wurden zuletzt im November 2022 gewählt.

## Klasse 1

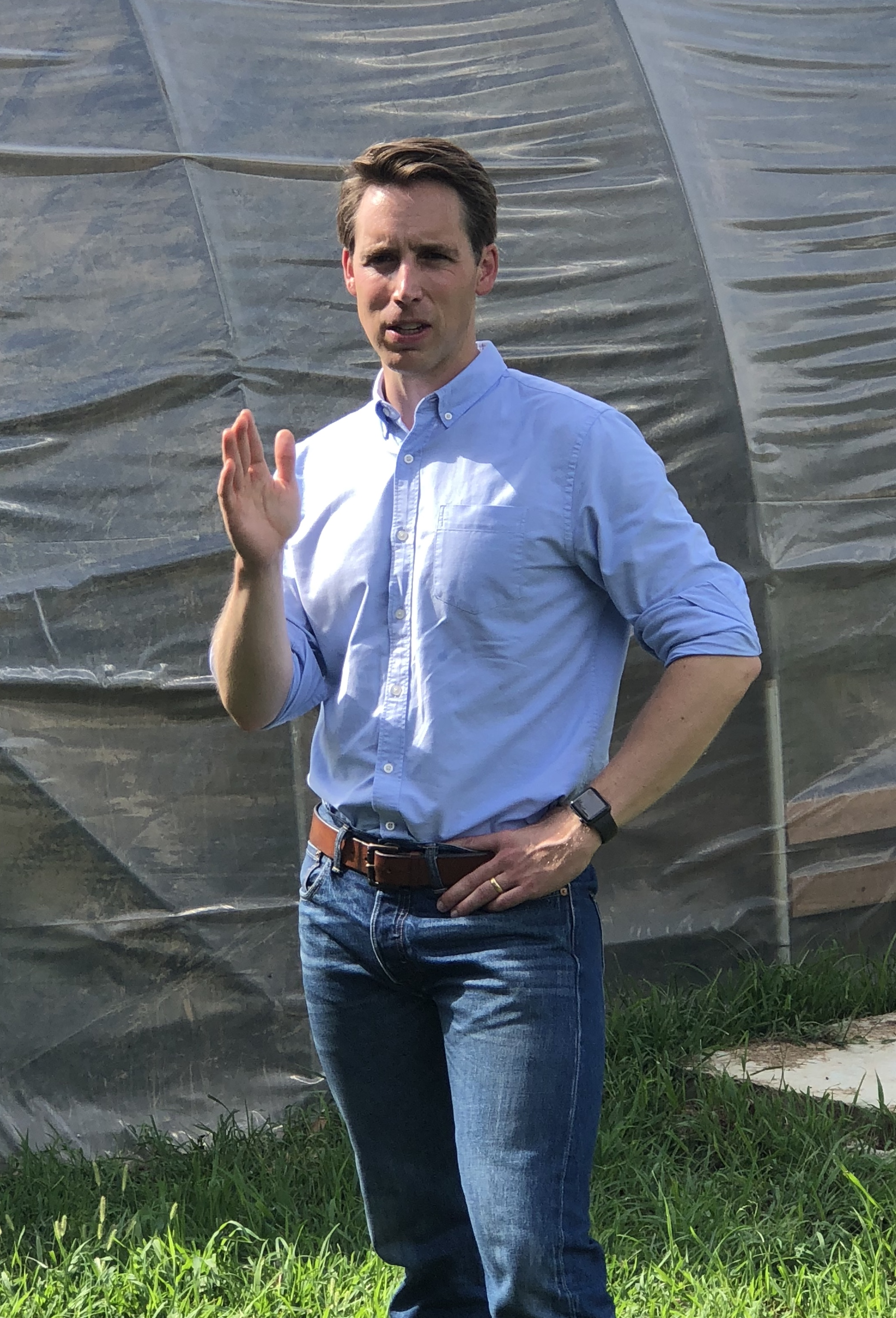
Josh Hawley

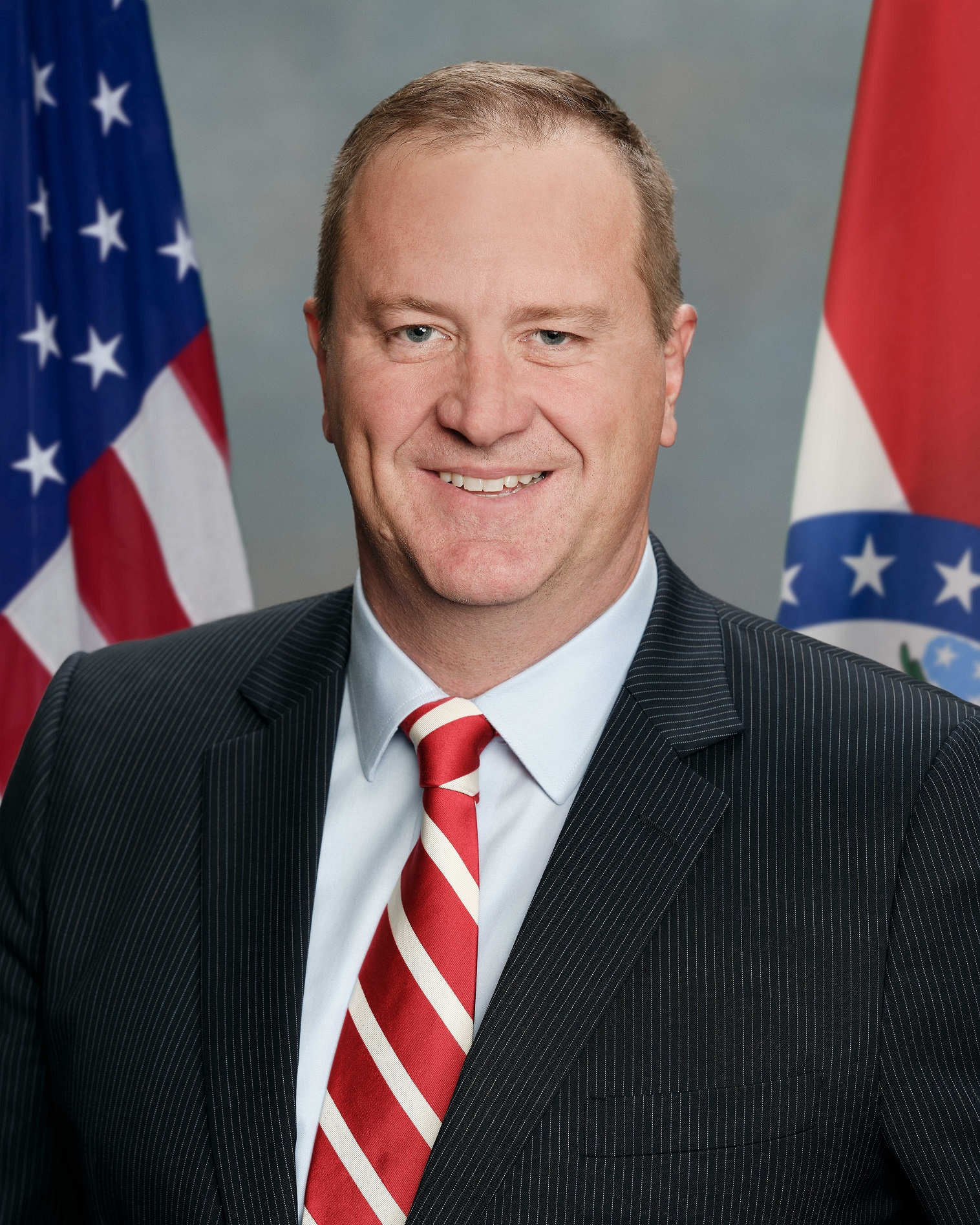
Eric Schmitt (2023)

Missouri ist seit dem 10. August 1821 US-Bundesstaat und hatte bis heute 19 Senatoren der class 1 im Kongress.
| Name                      | Amtszeit  | Partei                | Lebensdaten                         |
| ------------------------- | --------- | --------------------- | ----------------------------------- |
| Thomas Hart Benton        | 1821–1851 | Democratic Republican | 14. März 1782–10. April 1858        |
| Henry Sheffie Geyer       | 1851–1857 | Whig                  | 9. Dezember 1790–5. März 1859       |
| Trusten Polk              | 1857–1862 | Demokrat              | 29. Mai 1811–16. April 1876         |
| John Brooks Henderson     | 1862–1869 | Unionist              | 16. November 1826–12. April 1913    |
| Carl Schurz               | 1869–1875 | Republikaner          | 2. März 1829–14. Mai 1906           |
| Francis Marion Cockrell   | 1875–1905 | Demokrat              | 1. Oktober 1834–13. Dezember 1915   |
| William Warner            | 1905–1911 | Republikaner          | 11. Juni 1840–4. Oktober 1916       |
| James Alexander Reed      | 1911–1929 | Demokrat              | 9. November 1861–9. September 1944  |
| Roscoe Conkling Patterson | 1929–1935 | Republikaner          | 15. September 1876–22. Oktober 1954 |
| Harry S. Truman           | 1935–1945 | Demokrat              | 8. Mai 1884–26. Dezember 1972       |
| Frank Parks Briggs        | 1945–1947 | Demokrat              | 25. Februar 1894–23. September 1992 |
| James Preston Kem         | 1947–1953 | Republikaner          | 2. April 1890–24. Februar 1965      |
| William Stuart Symington  | 1953–1976 | Demokrat              | 26. Juni 1901–14. Dezember 1988     |
| John Claggett Danforth    | 1976–1995 | Republikaner          | * 5. September 1936                 |
| John David Ashcroft       | 1995–2001 | Republikaner          | * 9. Mai 1942                       |
| Jean Carpenter Carnahan   | 2001–2002 | Demokrat              | 20. Dezember 1933–30. Januar 2024   |
| James Matthes Talent      | 2002–2007 | Republikaner          | * 18. Oktober 1956                  |
| Claire Conner McCaskill   | 2007–2019 | Demokrat              | * 24. Juli 1953                     |
| Joshua David Hawley       | seit 2019 | Republikaner          | * 31. Dezember 1979                 |

## Klasse 3
Missouri stellte bis heute 28 Senatoren der class 3.
| Name                    | Amtszeit  | Partei                | Lebensdaten                          |
| ----------------------- | --------- | --------------------- | ------------------------------------ |
| David Barton            | 1821–1831 | Democratic Republican | 14. Dezember 1783–28. September 1837 |
| Alexander Buckner       | 1831–1833 | Demokrat              | 1785–6. Juni 1833                    |
| Lewis Fields Linn       | 1833–1843 | Demokrat              | 5. November 1795–3. Oktober 1843     |
| David Rice Atchison     | 1843–1855 | Demokrat              | 11. August 1807–26. Januar 1886      |
| vakant                  |           |                       |                                      |
| James Stephen Green     | 1857–1861 | Demokrat              | 28. Februar 1817–19. Januar 1870     |
| Waldo Porter Johnson    | 1861–1862 | Demokrat              | 16. September 1817–14. August 1885   |
| Robert Wilson           | 1862–1863 | Unionist              | November 1803–10. Mai 1870           |
| Benjamin Gratz Brown    | 1863–1867 | Unionist              | 28. Mai 1826–13. Dezember 1885       |
| Charles Daniel Drake    | 1867–1870 | Republikaner          | 11. April 1811–1. April 1892         |
| Daniel Tarbox Jewett    | 1870–1871 | Republikaner          | 14. September 1807–7. Oktober 1906   |
| Francis Blair           | 1871–1873 | Demokrat              | 19. Februar 1821–9. Juli 1875        |
| Lewis Vital Bogy        | 1873–1877 | Demokrat              | 9. April 1813–20. September 1877     |
| David Hartley Armstrong | 1877–1879 | Demokrat              | 21. Oktober 1812–18. März 1893       |
| James Shields           | 1879      | Demokrat              | 10. Mai 1810–1. Juni 1879            |
| George Graham Vest      | 1879–1903 | Demokrat              | 6. Dezember 1830–9. August 1904      |
| William Joel Stone      | 1903–1918 | Demokrat              | 7. Mai 1848–14. April 1918           |
| Xenophon Pierce Wilfley | 1918      | Demokrat              | 18. März 1871–4. Mai 1931            |
| Selden Palmer Spencer   | 1918–1925 | Republikaner          | 16. September 1862–16. Mai 1925      |
| George Howard Williams  | 1925–1926 | Republikaner          | 1. Dezember 1871–25. November 1963   |
| Harry Bartow Hawes      | 1926–1933 | Demokrat              | 15. November 1869–31. Juli 1947      |
| Joel Bennett Clark      | 1933–1945 | Demokrat              | 8. Januar 1890–13. Juli 1954         |
| Forrest C. Donnell      | 1945–1951 | Republikaner          | 20. August 1884–3. März 1980         |
| Thomas Carey Hennings   | 1951–1960 | Demokrat              | 25. Juni 1903–13. September 1960     |
| Edward Vaughn Long      | 1960–1968 | Demokrat              | 18. Juli 1908–6. November 1972       |
| Thomas Francis Eagleton | 1968–1987 | Demokrat              | 4. September 1929–4. März 2007       |
| Christopher Samuel Bond | 1987–2011 | Republikaner          | 6. März 1939–13. Mai 2025            |
| Roy Dean Blunt          | 2011–2023 | Republikaner          | * 10. Januar 1950                    |
| Eric Stephen Schmitt    | ab 2023   | Republikaner          | * 20. Juni 1975                      |